# Interalliierte Erklärung zur Vernichtung der Juden 1942
Die Interalliierte Erklärung zur Vernichtung der Juden 1942 wurde von zwölf alliierten Regierungen über die bereits begonnene Vernichtung der jüdischen Bevölkerung Europas verfasst und zum 18. Dezember 1942 veröffentlicht.
Vorangegangen war das Riegner-Telegramm vom 8. August 1942 als vermutlich erste Mitteilung an die USA und Großbritannien über die Judenvernichtung durch einen glaubwürdigen deutschen Informanten, den Industriellen Eduard Schulte. Unmittelbar voraus ging ihr die Erklärung des Außenministers der polnischen Exilregierung (London), Edward Raczyński, das in der Überschrift den Begriff Massenvernichtung von Juden benutzte.
Im Dezember trafen sich dann die Vertreter der Regierungen von Belgien, Großbritannien, den Niederlanden, Griechenland, Luxemburg, Norwegen, Polen, USA, Sowjetunion, Tschechoslowakei, Jugoslawien und Frankreich, die folgende Erklärung herausgaben:

„Die Aufmerksamkeit der Regierungen … wurde auf die zahlreichen Mitteilungen aus Europa gelenkt darüber, dass sich die deutschen Behörden in allen Gebieten, auf die sich ihr barbarisches Regime erstreckt, nicht nur auf die Entziehung der elementarsten Menschenrechte von Personen jüdischer Abstammung begrenzen, sondern die von Hitler mehrfach ausgedrückte Absicht verwirklichen, das jüdische Volk in Europa auszutilgen… Die oben aufgeführten Regierungen und das Französische National-Komitee tadeln in der entschiedensten Weise diese bestialische Politik der kaltblütigen Austilgung. Sie erklären, dass ähnliche Ereignisse den Entschluss der freiheitsliebenden Völker, die barbarische Tyrannei Hitlers niederzuwerfen, nur verstärken können. Sie bestätigen wieder ihre feierliche Verpflichtung, zusammen mit allen Vereinten Nationen sicherzustellen, dass die Personen, die für diese Verbrechen verantwortlich sind, der verdienten Vergeltung nicht entgehen, und die notwendigen praktischen Maßnahmen zur Erreichung des gestellten Zieles zu beschleunigen. ... Aus allen besetzten Ländern werden Juden unter den grässlichsten und brutalsten Bedingungen nach Osteuropa transportiert ... Die Kräftigeren werden in Arbeitslagern langsam durch Arbeit vernichtet. Die Schwachen lässt man sterben, durch Hunger umkommen oder sie werden in Massenhinrichtungen planmäßig niedergemetzelt. Die Zahl der Opfer dieser blutigen Grausamkeiten geht in viele Hunderttausende völlig unschuldiger Männer, Frauen und Kinder.“

Dieses Dokument wurde zwar nach dem Krieg dem Internationalen Militärtribunal (IMT) in Nürnberg vorgelegt, aber ausweislich in Band XXIII/XXIV S. 557 des Dokumentenindexes nicht als Text aufgenommen. Das Dokument selber liegt als vervielfältigter Abzug dem Institut für Völkerrecht an der Universität Göttingen vor.
Der damalige britische Außenminister Anthony Eden gab diese Erklärung am 17. Dezember 1942 im britischen Unterhaus bekannt. Am selben Tag wurde diese Erklärung vom US-Außenministerium der Presse übergeben.
Durch diese Erklärung wurde gezeigt und rechtlich angekündigt, dass die internationale Völkergemeinschaft die NS-Verbrechen gegen die Juden nach der Niederschlagung des NS-Regimes verfolgen werde. Personen in verantwortlichen Positionen konnten nach dieser Erklärung nicht mehr behaupten, von der gegen die Juden gerichteten Endlösung nichts gewusst zu haben. Da diese Erklärung auch über Rundfunk und andere Nachrichtenverbindungen verbreitet wurde, ist davon auszugehen, dass die maßgebenden Personen und Behörden des NS-Regimes vom Inhalt dieser Erklärung Kenntnis hatten.

## Die Moskauer Deklaration vom Oktober 1943
Im formalen Unterschied dazu wurde die Moskauer Dreimächte-Erklärung vom 30. Oktober 1943 zum wichtigsten Kriegsdokument für den Nürnberger Prozess zur Shoah. Inhaltlich wiederholte er die bereits 10 Monate früher gemachte Erklärung zu diesen Verbrechen.